# Sandford Fleming
Sir Sandford Fleming KCMG (7 de janeiro de 1827 - 22 de julho de 1915) foi um engenheiro e inventor escocês-canadense. Nascido e criado na Escócia, emigrou para o Canadá colonial aos 18 anos. Fleming promoveu fusos horários padrão em todo o mundo, um meridiano primário e o uso do relógio de 24 horas como elementos-chave para comunicar o tempo exato, o que influenciou a criação do Tempo Universal Coordenado. Ele desenhou o primeiro selo postal do Canadá, deixou um enorme corpo de levantamento e mapeamento, projetou grande parte da Intercolonial Railway e da Canadian Pacific Railway, e foi membro fundador da Royal Society of Canada e fundador do Canadian Institute, uma organização científica. em Toronto .

## Primeiros anos

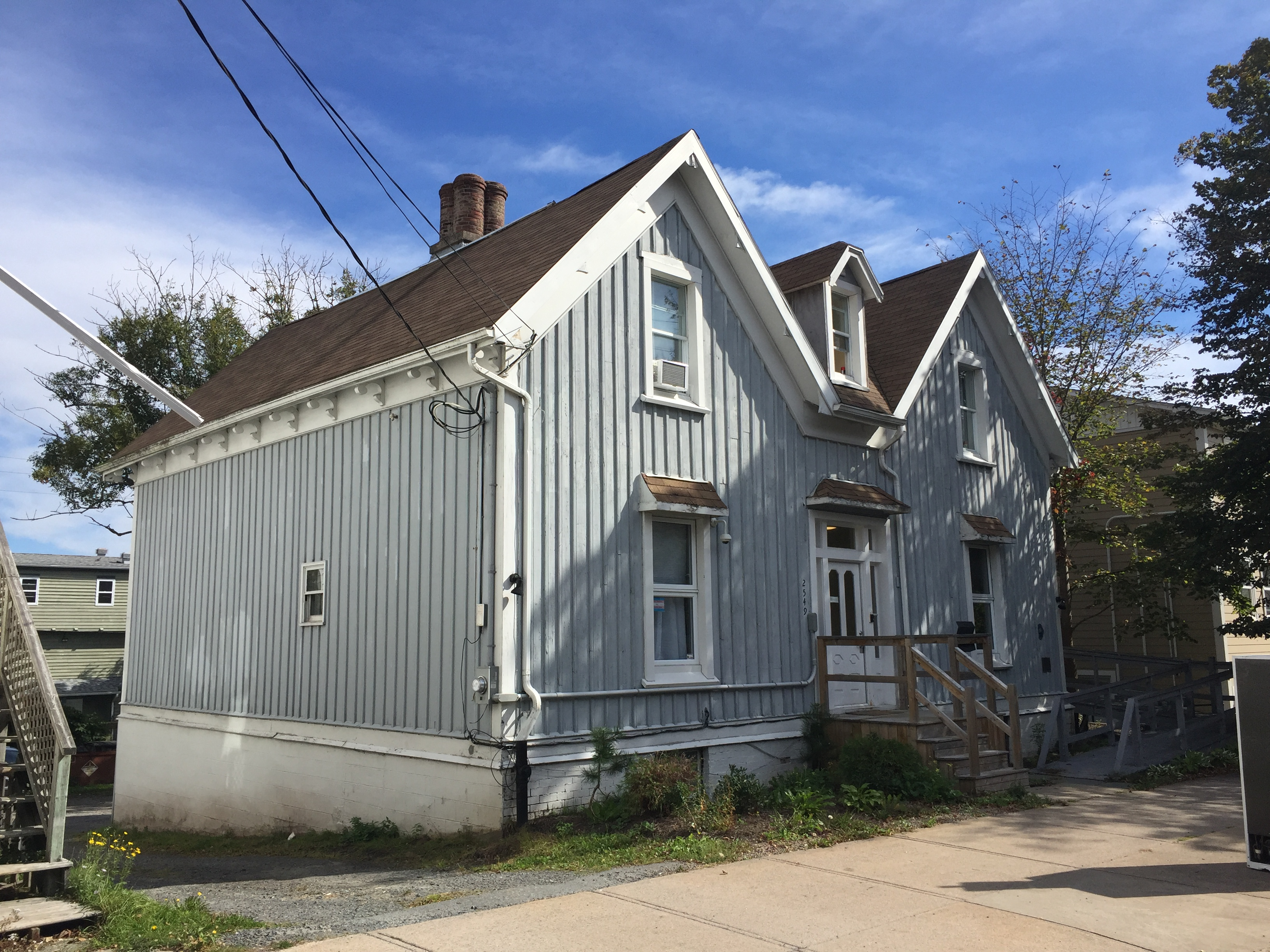
Sir Sanford Fleming House (1866 a 1871), Brunswick St., Halifax, Nova Escócia

Em 1827, Fleming nasceu em Kirkcaldy, Fife, Escócia filho de Andrew e Elizabeth Fleming. Aos 14 anos,  foi aprendiz de agrimensor e em 1845, aos 18 anos, emigrou com seu irmão mais velho David para o Canadá colonial. Sua rota levou-os a muitas cidades das colônias canadenses: Quebec , Montreal e Kingston, antes de se estabelecerem em Peterborough com seus primos, dois anos depois, em 1847. Ele se qualificou como agrimensor no Canadá em 1849.
Em 1849 criou o Royal Canadian Institute com vários amigos, que foi formalmente incorporado em 4 de novembro de 1851. Embora inicialmente concebido como um instituto profissional para agrimensores e engenheiros, tornou-se uma sociedade científica mais geral. Em 1851, ele projetou o Threepenny Beaver, o primeiro selo postal canadense, para a província do Canadá (atualmente as regiões meridionais de Ontário e Quebec). Durante todo esse tempo ele trabalhava em tempo integral como topógrafo, principalmente para a Grand Trunk Railway . Seu trabalho para eles acabou por lhe garantir a posição de Engenheiro Chefe da Ferrovia do Norte do Canadá em 1855, onde ele defendia a construção de pontes de ferro em vez de madeira por razões de segurança.
Fleming serviu no 10º Batalhão de Rifles Voluntários do Canadá (mais tarde conhecido como o Regimento Real do Canadá) e foi nomeado para o posto de capitão em 1 de janeiro de 1862. Ele se aposentou da milícia em 1865.

## Família

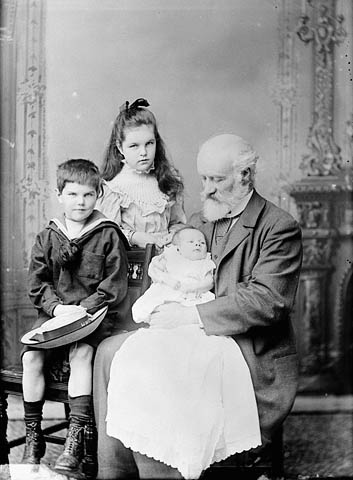
Fleming com seus netos em 1893

Assim que chegou a Peterborough, Ontário, em 1845, Fleming tornou-se amigo da família de sua futura esposa, os Halls, e foi atraído por Ann Jane (Jeanie) Hall. No entanto, não foi até um acidente de trenó quase dez anos depois que o amor dos jovens um pelo outro foi revelado. Um ano depois desse incidente, em janeiro de 1855, Sandford se casou com Ann Jane (Jean) Hall. Eles deveriam ter nove filhos, dos quais dois morreram jovens. O filho mais velho, Frank Andrew, acompanhou Fleming em sua grande expedição ocidental de 1872. Um homem de família, profundamente ligado à sua esposa e filhos, ele também recebeu seu pai Andrew Greig Fleming, a esposa de Andrew e seis de seus outros filhos que vieram se juntar a ele no Canadá dois anos depois de sua chegada. As famílias de Fleming e Hall se viam com frequência.
Após a morte de sua esposa Jeanie em 1888, a sobrinha de Fleming, Miss Elsie Smith, filha de Alexander e Lily Smith, de Kingussie, na Escócia, presidiu sua casa na "Winterholme" 213 Chapel Street, Ottawa, Ontario.

## Engenheiro ferroviário
Seu período na Northern Railway foi marcado pelo conflito com o arquiteto Frederick William Cumberland, com quem fundou o Canadian Institute e que foi gerente geral da ferrovia até 1855. Começando como engenheiro assistente em 1852, Fleming substituiu Cumberland em 1855, mas por sua vez foi deposto por ele em 1862. Em 1863 ele se tornou o principal inspetor do governo da Nova Escócia encarregado da construção de uma linha que ia de Truro a Pictou. Quando ele não aceitara as propostas dos empreiteiros que considerava muito altos, ele foi convidado a fazer uma oferta pelo próprio trabalho e completou a linha em 1867 com economias para o governo e lucro para si mesmo.

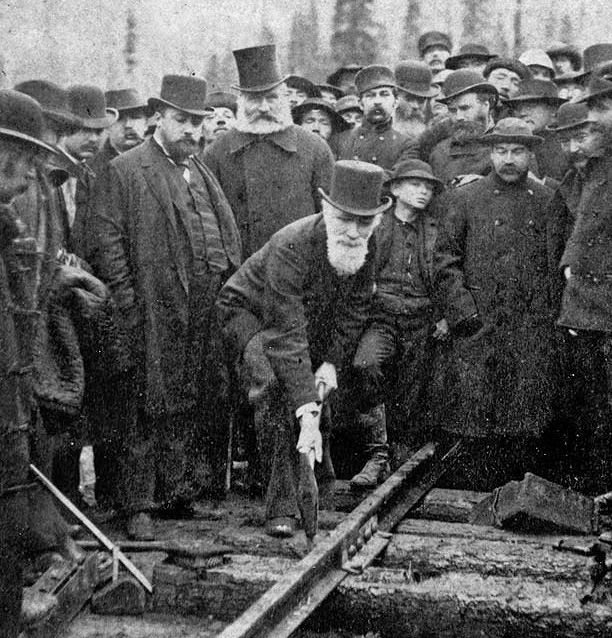
Sandford Fleming (de cartola mais alta) na cerimônia do "último prego" sendo martelado pela Canadian Pacific Railway

Em 1862, ele apresentou ao governo um plano para uma ferrovia transcontinental conectando os oceanos Atlântico e Pacífico. A primeira parte, entre Halifax e Quebec, tornou-se uma parte importante das precondições para que Nova Brunswick e Nova Escócia se unissem à Federação Canadense por causa das incertezas das viagens pelo Maine por causa da Guerra Civil Americana . Em 1867 ele foi nomeado engenheiro-chefe da Ferrovia Intercolonial, que se tornou um projeto federal e continuou nesse posto até 1876. Sua insistência em construir as pontes de ferro e pedra em vez de madeira era controversa na época, mas logo foi justificada por sua resistência ao fogo.
Em 1871, a estratégia de uma conexão ferroviária estava sendo usada para trazer a Columbia Britânica para a federação e o posto de engenheiro-chefe na Canadian Pacific Railway foi oferecido a Fleming . Embora tenha hesitado por causa da quantidade de trabalho que tinha, em 1872 partiu com uma pequena equipe para examinar a rota, particularmente através das Montanhas Rochosas, encontrando uma rota viável através da Passagem Yellowhead . Um de seus companheiros, George Monro Grant, escreveu um relato da viagem, que se tornou um best-seller. Em 1880, com 600 milhas concluídas, uma mudança de governo trouxe o desejo de uma empresa privada possuir todo o projeto e Fleming foi demitido por Sir Charles Tupper, com um pagamento de US$ 30 mil. Foi o golpe mais duro da vida de Fleming, embora tenha obtido uma promessa de monopólio, posteriormente revogada, em seu próximo projeto, um cabo telegráfico transpacífico. No entanto, em 1884 ele se tornou diretor da Canadian Pacific Railway e esteve presente quando o último prego foi conduzido.

## Inventor do tempo padrão mundial
Depois de perder um trem enquanto viajava pela Irlanda em 1876, porque uma programação impressa listava p.m .em vez de a.m., Fleming propôs um único relógio de 24 horas para o mundo inteiro, com as divisões de 24 horas (rotuladas AY, excluindo J) ligadas arbitrariamente ao meridiano de Greenwich, que foi designado G. Em uma reunião do Canadian Institute em Toronto, em 8 de fevereiro de 1879, ele o ligou ao anti-meridiano de Greenwich (agora 180°). Ele sugeriu que os fusos horários padrão poderiam ser usados localmente, mas eles eram subordinados ao seu tempo único mundo, que ele chamou de Tempo Cósmico. Ele continuou a promover seu sistema nas principais conferências internacionais incluindo a Conferência Internacional do Meridiano de 1884. Essa conferência aceitou uma versão diferente do Tempo Universal, mas se recusou a aceitar suas zonas, afirmando que elas eram uma questão local fora de seu alcance. No entanto, em 1929, todos os principais países do mundo aceitaram fusos horários.

## Últimos anos
Quando a privatização ferroviária instituída por Tupper em 1880 o forçou a abandonar um emprego no governo, ele se retirou do mundo das pesquisas e assumiu o cargo de reitor da Queen's University em Kingston, Ontário. Ele ocupou essa posição por seus últimos 35 anos, onde seu ex-ministro George Monro Grant foi diretor de 1877 até a morte de Grant em 1902. Não contente em deixar o suficiente sozinho, ele incansavelmente defendeu a construção de um cabo telegráfico submarino conectando todo o Império Britânico, a All Red Line, que foi completada em 1902.
Ele também acompanhou os empreendimentos comerciais, tornando-se, em 1882, um dos proprietários fundadores da Nova Scotia Cotton Manufacturing Company, em Halifax . Ele era um membro da North British Society . Ele também ajudou a fundar a Western Canada Cement and Coal Company, que gerou a cidade de Exshaw, Alberta. Em 1910, esta empresa foi capturada em uma aquisição hostil por manipuladores de ações agindo sob o nome de Canada Cement Company, ação que alguns disseram que levaria a uma depressão emocional que contribuiria para a morte de Fleming pouco tempo depois.
Em 1880, ele atuou como vice-presidente da Ottawa Horticultural Society. Em 1888, ele se tornou o primeiro presidente do Rideau Curling Club, depois de deixar o Ottawa Curling Club em protesto à sua política de temperança.
Suas realizações foram bem conhecidas em todo o mundo, e em 1897 ele foi condecorado pela rainha Victoria. Ele era  maçom.
Em 1883, enquanto examinava a rota da Canadian Pacific Railway com George Monro Grant, ele conheceu o Major AB Rogers perto do cume de Rogers Pass (Colúmbia Britânica) e co-fundou o primeiro "Alpine Club of Canada". Esse antigo clube alpino teve vida curta, mas em 1906 o moderno Alpine Club of Canada  foi fundado em Winnipeg, e o então Sir Sandford Fleming tornou-se o primeiro Patrono e Presidente Honorário do Clube.
Em seus últimos anos, ele se retirou para sua casa em Halifax, mais tarde cedendo a casa e os 95 acres (38 hectares) para a cidade, agora conhecida como Sir Sandford Fleming Park (Dingle Park). Ele também manteve uma residência em Ottawa e foi enterrado lá, no cemitério de Beechwood .

## Legado

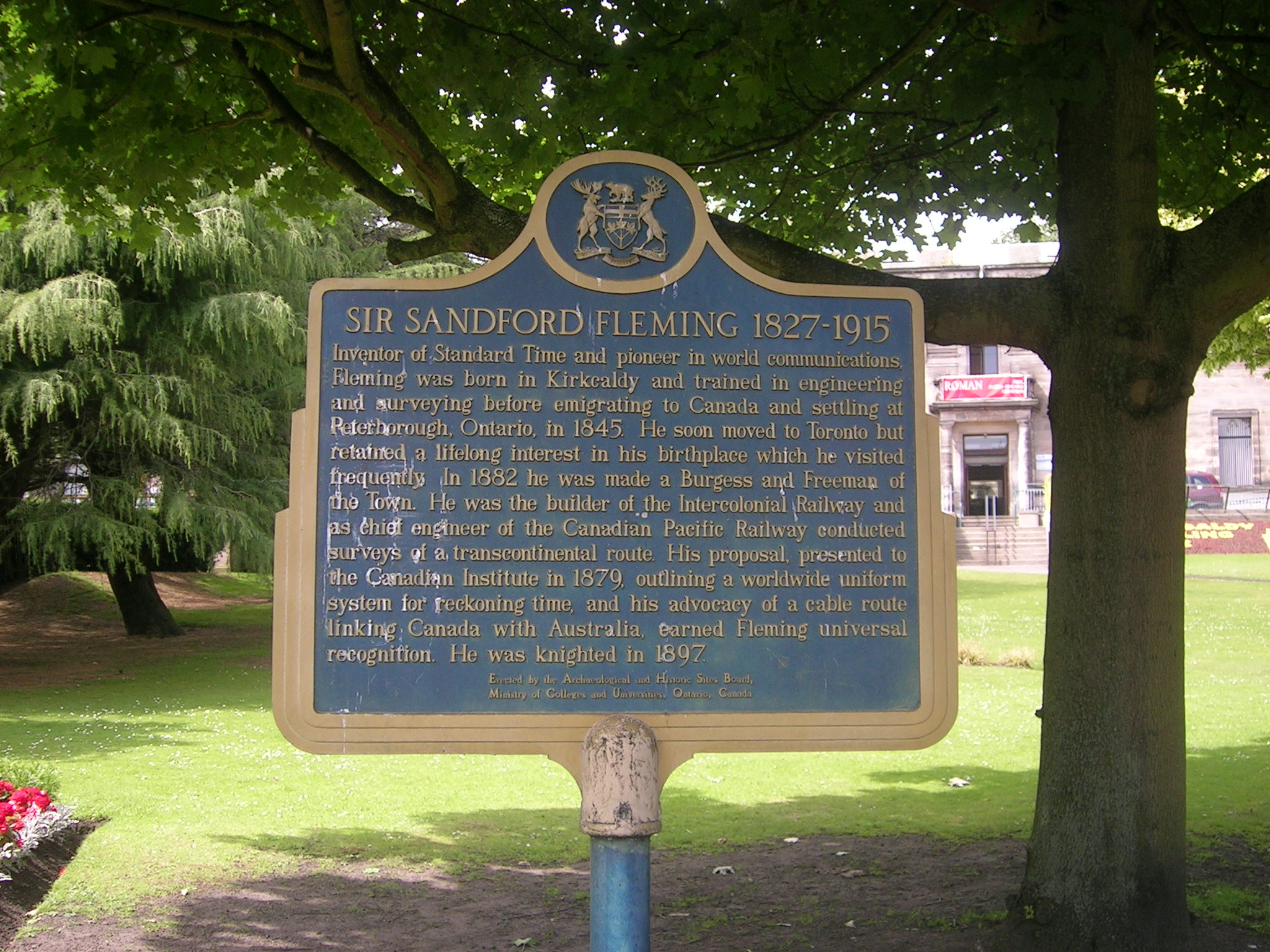
Placa de Ontário para Fleming, "Inventor do tempo padrão", no War Memorial Gardens, Kirkcaldy, Fife, Escócia

Fleming foi designado pessoa histórica nacional (National Historic Person) em 1950, a conselho do National Historic Sites and Monuments Board. Em 7 de janeiro de 2017, o Google comemorou o aniversário de 190 anos de Sandford Fleming com um Google Doodle.

### Coisas batizadas em homenagem a Fleming

#### Características geográficas
- A cidade de Fleming, Saskatchewan (localizada na Canadian Pacific Railway) foi nomeada em sua honra em 1882.[26]
- O Monte Sir Sandford, que é a montanha mais alta da Cordilheira Sir Sandford das Montanhas Selkirk, e o 12º pico mais alto da Colúmbia Britânica, recebeu seu nome.[27]
- Sandford Island e Fleming Island em Barkley Sound, British Columbia foram nomeados em sua homenagem.[28]

#### Edifícios e instituições
- O Fleming Hall foi construído em sua homenagem na Queen's University em 1901 e reconstruído após um incêndio em 1933. Abrigava o departamento de engenharia elétrica da universidade.[29]
- Em Peterborough, Ontário, o Fleming College, um Colégio Comunitário de Artes Aplicadas e Tecnologia com seu nome, foi inaugurado em 1967, com outros campi em Lindsay / Kawartha Lakes, Haliburton e Cobourg.[30]
- O edifício Sandford Fleming da Faculdade de Ciências Aplicadas e Engenharia da Universidade de Toronto (edifício Sandford Fleming).[31]
- A escola primária Sir Sandford Fleming foi construída em Vancouver em 1913.[32]

### Selos postais
Fleming foi homenageado em dois selos postais canadenses: um de 1977 apresenta sua imagem e uma ponte ferroviária projetada por Fleming; outro em 2002 reflete sua promoção do Cabo do Pacífico. Além disso, seu projeto do Three Penny Beaver, o primeiro selo postal da Província do Canadá (atualmente parte sul de Ontário e Quebec), foi usado em sete edições de selos - em 1851, 1852, 1859, 1951 e 2001.  

## References
1. ↑  «Sandford Fleming and Universal Time». Scientia Canadensis: Canadian Journal of the History of Science, Technology and Medicine. 14. doi:10.7202/800302ar
2. ↑  «Life at full speed: Artist, scientist and inventor». sandfordfleming.ca. Consultado em 22 de abril de 2019. Arquivado do original em 7 de janeiro de 2017
3. ↑  «Life at full speed: The apprentice». sandfordfleming.ca. Consultado em 22 de abril de 2019. Arquivado do original em 7 de janeiro de 2017
4. ↑  «Life at full speed: Finding a first job». sandfordfleming.ca. Consultado em 22 de abril de 2019. Arquivado do original em 7 de janeiro de 2017
5. ↑    (7 de janeiro de 2017). «What you need to know about Sandford Fleming, who laid the foundations for today's time zone system». The Sun (em inglês). Consultado em 27 de abril de 2025
6. ↑  Morgan, ed. (1903). Types of Canadian Women and of Women who are or have been Connected with Canada. [S.l.: s.n.]
7. ↑  Grant, W. L. (2005) [2004]. «Fleming, Sandford». Oxford Dictionary of National Biography online ed. Oxford University Press. doi:10.1093/ref:odnb/33171 (Requer Subscrição ou ser sócio da biblioteca pública do Reino Unido.)
8. ↑  
Fleming, Sandford (1862), Suggestions on the Inter-colonial Railway, consultado em 25 de janeiro de 2013, cópia arquivada em 21 de abril de 2016
9. 1 2 3  
Creet, Mario, FLEMING, Sir SANDFORD, Dictionary of Canadian Biography Online, cópia arquivada em 19 de maio de 2013
10. ↑  
Grant, George Monro (1873), Ocean to Ocean, consultado em 25 de janeiro de 2013, cópia arquivada em 11 de março de 2016
11. ↑  Buckner, Phillip (1998). «TUPPER, Sir CHARLES». In:  Cook, Ramsay; Hamelin, Jean. Dictionary of Canadian Biography. XIV (1911–1920) online ed. University of Toronto Press
12. ↑  Bartky, Ian. One Time Fits All: The Campaigns for Global Uniformity. [S.l.: s.n.] ISBN 9780804756426
13. ↑  «Time-reckoning for the twentieth century». Annual report of the Board of Regents of the Smithsonian Institution Reprinted in 1889: 'Time-reckoning for the twentieth century' (em inglês) no Internet Archive.
14. ↑  Including Geographical Congress at Venice in 1881, and at a meeting of the Geodetic Association at Rome in 1883 «Archived copy», page 799
15. ↑  «Descriptive records – National Archives of Canada». Consultado em 20 de maio de 2019. Arquivado do original em 24 de agosto de 2013
16. ↑  Pacific Cable National Historic Event, 921
17. ↑   p. 414
18. ↑   Companhia Canadense de Cimento e Carvão do Oeste do Canadá, 1910 (coleção de microfilmes da CIHM); Jornal do Comércio, julho de 1930
19. ↑  Premium list of Valley of Ottawa Horticultural Society Arquivado em 2009-02-26 no Wayback Machine.
20. ↑   Inc., Ricon Consulting. «Rideau Curling Club :: Club History». rideaucurlingclub.com (em inglês). Consultado em 27 de abril de 2025. Cópia arquivada em 28 de maio de 2019
21. ↑  Rideau Curling Club celebrates 125 years in Ottawa

Lord Stanley, Sir Sandford Fleming and Anne Merklinger among well-known members

CBC News · Posted: Nov 10, 2013 12:36 PM EST | Last Updated: November 10, 2013 

www.cbc.ca
22. ↑  «A few famous freemasons»
23. ↑  Putnam, William Lowell (junho de 1982). «Chapter 8». The Great Glacier and Its House. [S.l.: s.n.] ISBN 978-0930410131
24. ↑  «ACC Centennial Plaque Project»
25. ↑  «Archived copy»
26. ↑  «The Encyclopedia of Saskatchewan – Details». Consultado em 22 de abril de 2019. Arquivado do original em 27 de maio de 2013
27. ↑  «Mount Sir Sandford». BC Geographical Names>
28. ↑  Akrigg, G.P.V & Helen (1997). British Columbia Place Names. [S.l.: s.n.] ISBN 0-7748-0636-2
29. ↑  «Fleming Hall». Queen's Encyclopedia (em inglês)
30. ↑  «Fleming 50th» (em inglês)
31. ↑  «Sandford Fleming Building». University of Toronto (em inglês)
32. ↑  «South Vancouver High School – A memory in the community». Heritage Vancouver (em inglês)
33. ↑  Canadian Postal Archives Database Arquivado em 2017-07-01 no Wayback Machine, Sandford Fleming stamp, National Library and Archives, no date
34. ↑  Canadian Postal Archives Database Arquivado em 2017-07-01 no Wayback Machine, The Pacific Cable, Fleming, National Library and Archives, no date